# Ágios Vasíleios (ort)
Ágios Vasíleios är en ort i Grekland.   Den ligger i prefekturen Nomós Thessaloníkis och regionen Mellersta Makedonien, i den nordöstra delen av landet, 300 km norr om huvudstaden Aten. Ágios Vasíleios ligger 97 meter över havet och antalet invånare är 1 328. Den ligger vid sjön Límni Koróneia.
Terrängen runt Ágios Vasíleios är kuperad söderut, men norrut är den platt.Runt Ágios Vasíleios är det ganska tätbefolkat, med 58 invånare per kvadratkilometer. Närmaste större samhälle är Thessaloníki, 15,6 km väster om Ágios Vasíleios. Trakten runt Ágios Vasíleios består till största delen av jordbruksmark.